# Зимин, Антон Андреевич
Антон Андреевич Зимин (род. 20 августа 1984, Ярославль) — российский хоккеист, нападающий.

## Биография
Отец Андрей Валерьевич Зимин был мастером спорта по гимнастике. С 1985 года стал работать в ярославском «Торпедо» врачом. Также работал во второй и молодёжной сборных России. Погиб вместе с командой «Локомотив» в авиакатастрофе 7 сентября 2011 года.
Антон Зимин воспитанник ярославского «Торпедо». В сезонах 2000/01 — 2002/03 играл за «Локомотив-2». В чемпионском сезоне 2002/03 провёл за «Локомотив» два матча.
Впоследствии отыграл на высшем уровне два сезона — выступал в Суперлиге 2005/06 за «Молот-Прикамье» Пермь и свой последний сезон провёл в клубе чемпионата Белоруссии «Гомель» (2016/17).
Играл в высшей лиге России и в ВХЛ за клубы «Воронеж» (2003/04), «Зауралье» Курган (2004/05), «Молот-Прикамье» (2005), «Автомобилист» Екатеринбург (2006/07), «Капитан» Ступино (2006/07), «Спутник» Нижний Тагил (2007/08 — 2009/10, 2012/13), «Рубин» Тюмень (2010/11 — 2011/12, 2014/15), «Торос» Нефтекамск (2013/14), ТХК Тверь (2015/16).
Тренер в Ярославле.